# Hoplia sulcicollis
Hoplia sulcicollis är en skalbaggsart som beskrevs av Moser 1912. Hoplia sulcicollis ingår i släktet Hoplia och familjen Melolonthidae. Inga underarter finns listade i Catalogue of Life.